# Lungteh Shipbuilding

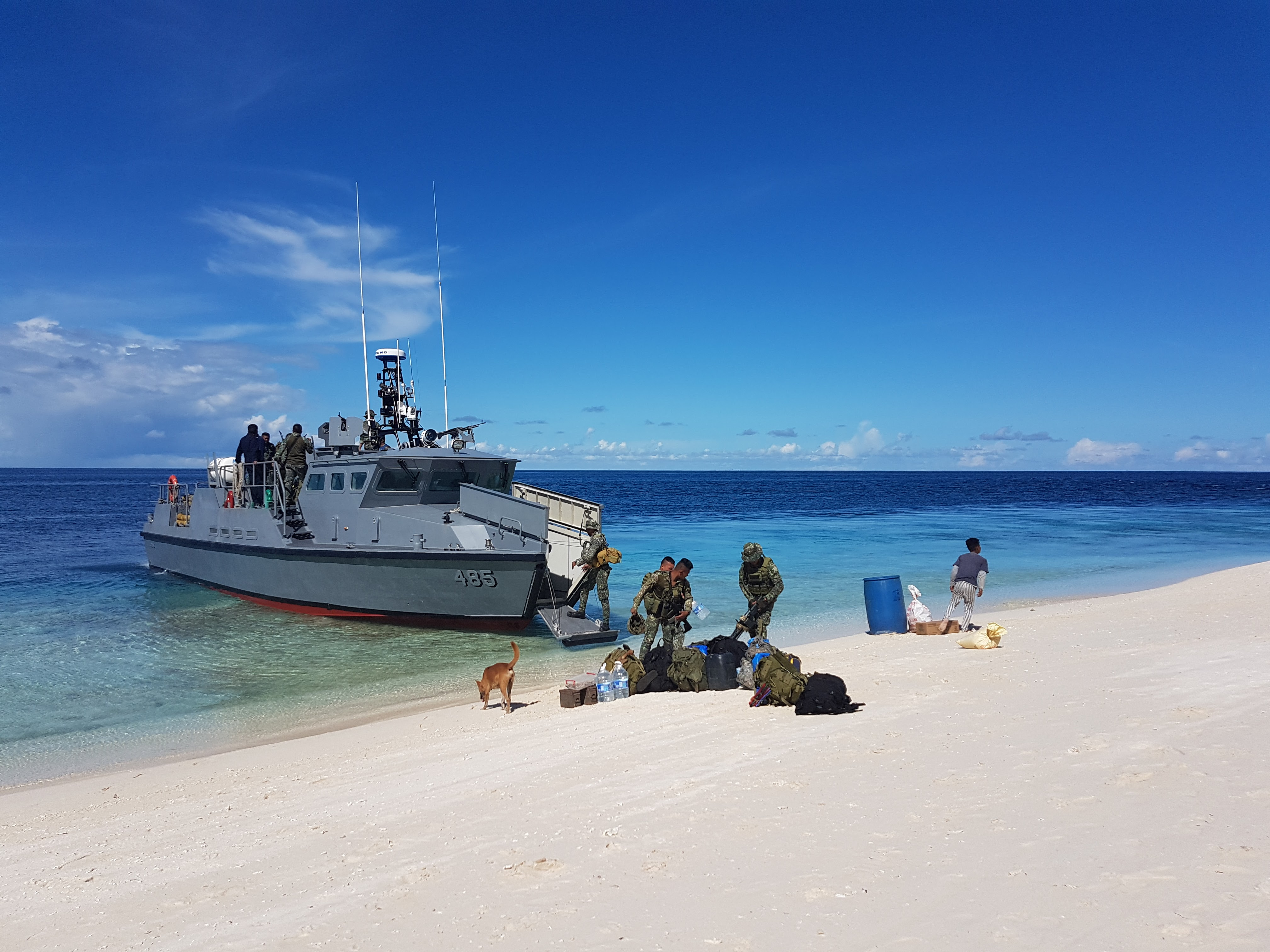
Многоцелевой штурмовой катер Mk2 ВМС Филиппин

Lungteh Shipbuilding (также пишется Lung Teh или Longde, кит. 龍德造船) — тайваньский производитель кораблей и лодок со штаб-квартирой в округе Илань.

## История
Компания Lungteh была основана в 1979 году.
В 2018 году Lungteh выиграла контракт на производство одиннадцати корветов Tuo Chiang Block II и четырех минных заградителей для ВМС Тайваня.
Участвовала в выставке IDEX в 2019 году вместе с другими тайваньскими оборонными компаниями.
В 2019 году Lungteh Shipbuilding спустила на воду 80-тонный 28-метровый исследовательский и испытательный катамаран под названием Glorious Star (光榮之星) для Национального института науки и технологий Чун-Шаня.
24 мая 2019 года президент Тайваня Цай Ин-Вэнь посетил Лунгте, чтобы объявить о массовом производстве корвета Tuo Chiang Block II, который пресса окрестила убийцей авианосцев. Она выступила с речью об асимметричном противодействии вооруженным силам Китая с помощью разумных военных закупок и технологических инноваций.
В августе 2020 года компания спустила на воду первый из четырех высокоскоростных минных заградителей, заказанных ВМС Тайваня. Сдача серии была завершена в декабре 2021 года.

## Операции
Lungteh имеет пять производственных предприятий в округе Илань и офисы в Тайбэе и Сингапуре.
Lungteh производит скоростные паромы, суда снабжения ветряных электростанций, прибрежные патрульные катера, высокоскоростные корабли специального назначения, пожарные катера и лоцманские катера.
Компания Lungteh является партнером по производству серии многоцелевых штурмовых кораблей ВМС Филиппин. По состоянию на 2018 год существовала четыре варианта конструкции.